# Кантри Лајф Ејкерс (Мисури)
Кантри Лајф Ејкерс (енгл. Country Life Acres) град је у америчкој савезној држави Мисури.

## Демографија
По попису из 2010. године број становника је 74, што је 7 (-8,6%) становника мање него 2000. године.
| Група             | 2000.      | 2010.      |
| Белци             | 70 (86,4%) | 70 (94,6%) |
| Афроамериканци    | 1 (1,2%)   | 0 (0,0%)   |
| Азијати           | 4 (4,9%)   | 3 (4,1%)   |
| Хиспаноамериканци | 6 (7,4%)   | 1 (1,4%)   |
| Укупно            | 81         | 74         |